# Sint Ignatius van Loyola Universiteit
De Sint Ignatius van Loyola Universiteit (Spaans: Universidad San Ignacio de Loyola, USIL) is een private onderzoeksuniversiteit, gevestigd in Lima, Peru. De universiteit werd opgericht op 7 december 1995 door voormalige Peruviaans vicepresident Raúl Diez Canseco. De hoofdcampus van de universiteit is gelegen in het La Molina district.
In de QS World University Rankings van 2020 staat de Sint Ignatius van Loyola Universiteit op een 251-300ste plaats in de ranglijst voor Latijns-Amerika, waarmee het de 12e Peruviaanse universiteit op de lijst is.